# Lepkościomierz Barbego
Lepkościomierz Barbego – rodzaj lepkościomierza porównawczego stosowanego głównie we Francji, w którym podstawą pomiaru lepkości względnej jest ilość płynu w [cm³] jaka wypłynie przez kalibrowaną kapilarę umieszczoną w dolnej części zbiornika pomiarowego. Dla zapewnienia wymaganej temperatury zbiornik jest termostatowany. Uzyskaną wielkość oznacza się jako stopnie Barbe [°B].